# Clarity (álbum de Jimmy Eat World)
Clarity es el tercer álbum de estudio de la banda de rock alternativo Jimmy Eat World, fue lanzado al mercado el 23 de febrero de 1999 mediante Capitol Records. 
Sin apenas atención en el momento de su lanzamiento, Clarity ha conseguido un estatus de disco de culto y una gran acogida por parte de la crítica, catalogándolo, a menudo, como una de las mejores grabaciones de los años 1990 y una de las mayores influencias en las siguientes generaciones emo. Ello se debe a que, al principio, el álbum fue considerado un fracaso comercial, provocando la salida de la banda de Capitol. Sin embargo, esto le permitió a Jimmy Eat World autofinanciarse sus sesiones de grabación para trabajar en su siguiente y exitoso álbum, Bleed American.
El álbum fue remasterizado y relanzado en 2007 con pistas adicionales. Dos años después, en 2009, la banda lanzó Clarity Live, grabado durante la gira que conmemoraba el décimo aniversario del lanzamiento.

## Composición
Durante los descansos en gira en apoyo de Static Prevails, Jim Adkins trabajó en una tienda de arte. Mientras trabajaba en esta tienda, surgió "Table for Glasses". Adkins aprendió sobre espectáculos que presentaban piezas de arte de artistas locales. Adkins estaba esperando que comenzara la pieza de un amigo cuando vio a una chica limpiando el área con la punta de su vestido. La chica caminó hacia "una mesa iluminada con velas que ya había sido instalada. Se limitó a sentarse allí recogiendo la suciedad de su vestido", recuerda Adkins. "Table for Glasses" fue una de las pocas canciones pensadas para "un proyecto paralelo de canciones tranquilas". El proyecto nunca fue más allá de la interferencia, y por lo tanto las canciones fueron consideradas para Clarity. "Lucky Denver Mint" se inspiró en una noche en Las Vegas que Adkins tuvo con un amigo. Adkins era demasiado joven para consumir alcohol y en su lugar jugó, y finalmente gastó todo su dinero. Como resultado, Adkins pasó el resto de la noche "caminando sintiéndose perdido".
"Your New Aesthetic" fue originalmente una canción "muy suave", pero se convirtió en "una canción de rock oscuro más agresiva", como señala Zach Lind. Esta versión se llamaba "Skeleton", ya que las secciones de guitarra entre los versos "nos recordaban a la música de terror". Presentaba letras diferentes, pero Adkins pensó que podía mejorarlas y cambió la letra de la versión suave.
La letra de "Goodbye Sky Harbor" se basó en la novela de John Irving, A Prayer for Owen Meany.

## Grabación
Al grabar "Table for Glasses", Adkins dijo que la banda aprendió que "si no se está haciendo mucho, no se necesita mucho para obtener un gran impacto dinámico". Adkins notó que el chelo era "un buen ejemplo de eso". Susie Katayama brindó asistencia a Adkins para escribir y organizar las partes de cuerdas de algunas de las canciones. La banda grabó dos sets de batería diferentes en "Lucky Denver Mint", el primero para la banda. Les gustó el efecto, y como resultado, usaron dos juegos en "Ten" y "Goodbye Sky Harbor". El álbum se grabó a finales de 1998, hasta principios de 1999 en Sound City y Clear Lake Audio, ambos en North Hollywood, se mezclaron canciones en One on One en Los Ángeles, Bernie Grundman Mastering, Hollywood.
Clarity marca el comienzo de Jim Adkins como vocalista principal en oposición a Tom Linton, que proporciona la voz principalsólo en "Blister" y "Your New Aesthetic". Tom, a partir de este momento, solo brindó vocales de acompañamiento en varios temas hasta "Action Needs an Audience" en 2010.

## Publicación
Adkins reveló que a pesar de que el álbum estaba "completo", no tenía fecha de lanzamiento inmediata. El A&R del grupo, Craig, sugirió un EP con algunas canciones más. Vinnie Fiorello de Less Than Jake, quien dirigía la etiqueta Fueled by Ramen, fue contactado y apoyó la idea. El Jimmy Eat World EP fue lanzado por Fueled by Ramen el 14 de diciembre de 1998 y presentó dos canciones de Clarity: "Lucky Denver Mint" y "For Me This Is Heaven". La estación de radio con sede en Los Ángeles KROQ escogió "Lucky Denver Mint". Esto resultó en un gran interés en la canción que ganó un lugar en la película de Drew Barrymore Never Been Kissed. Después de esto, la banda recibió una fecha de lanzamiento para el álbum. Adkins tenía una "fuerte sospecha" de que Craig intencionalmente "nos había ocultado que la discográfica no tenía la intención de publicar Clarity", antes del lanzamiento de KROQ. Adkins dijo que las principales discográficas eran buenas para vender grandes sumas de álbumes pero no tenían la "infraestructura para desarrollar una banda como nosotros".
Clarity fue publicado por Capitol Records el 23 de febrero de 1999. Sin embargo, a pesar del elogio y la promoción de "Lucky Denver Mint" en Never Been Kissed, Clarity no tuvo el éxito comercial esperado en un clima musical dominado por el pop adolescente, y la banda fue eliminada de Capitol Records al año siguiente.
Después de ser descartados por Capitol, la banda usó este tiempo para realizar extensas giras que les permitieron autofinanciar sesiones de grabación para su eventual avance principal, Bleed American (2001). Junto con Static Prevails (1996), el álbum fue relanzado el 15 de mayo de 2007. La reedición incluyó "Christmas Card" y una demo de estudio de "Sweetness" como bonus tracks. Dos años más tarde, la banda lanzó Clarity Live (2009), grabado durante su gira conmemorativa del décimo aniversario.
Las 16 imágenes utilizadas en la portada del álbum fueron tomadas por Paul Drake, Crissy Piper y J Gnewikow. Para la nueva edición de 2009, las 16 imágenes aparecen en el frente del registro. La compañía de arte The Uprising fue contratada para volver a trabajar el arte para el lanzamiento de 2009, utilizando las imágenes originales, "... nos invitaron a reconstruir y reinterpretar la obra de arte original. Queríamos mantenernos fieles al original, pero darle una apariencia ligeramente más sofisticada y actualizada. Estas reconstrucciones son siempre un poco complicadas porque rara vez obtienes todos los recursos artísticos originales que necesitas, pero esto resultó fantástico. ¡Y las impresiones reales se ven increíbles!".

## Gira
La gira estadounidense que conmemoraba el décimo aniversario del lanzamiento de Clarity fue anunciada en noviembre de 2008 y ofreció diez conciertos en diez estados diferentes. Comenzó el 23 de febrero en Terminal 5, Nueva York; 24 de febrero en el 930 Club de Washington D. C.; el 25 de febrero en Trocadero Theater de Filadelfia; 26 de febrero en House of Blues, Boston; 28 de febrero en el Metro, Chicago; el 2 de marzo en el Ogden Theater de Denver; el 4 de marzo en el Fillmore de San Francisco; el 5 de marzo en el Club Nokia de Los Ángeles; el 6 de marzo en el House of Blues de San Diego; y finalizó en el estado de Arizona, hogar de Jimmy Eat World, el 7 de marzo en el Marquee Theatre de Tempe, con los teloneros No Knife y Reuben's Accomplice. La banda estuvo ensayando extensamente en el estudio y ofreció uno de esos ensayos en directo a través de internet, el 12 de febrero. A través de la red social Twitter, la banda actualizaba sus fechas y fotos de sus conciertos. Fruto de esta gira lanzaron el álbum Clarity Live, solo disponible de manera digital y grabado en Tempe, Arizona, el 7 de abril de 2009.

## Crítica y legado
A pesar de que en gran parte se pasó por alto en el momento de su publicación, la calidad crítica del álbum ha crecido con el tiempo. Una revisión contemporánea de Clarity por Pitchfork fue desfavorable para el álbum. En retrospectiva, el álbum ahora se ve como una "obra maestra", un "álbum emblemático de la década de 1990" y "el Led Zeppelin IV del emo rock". En 2008, la revista Spin encuestó a miembros de diecisiete bandas modernas, todas las cuales citaron la escritura y el desempeño de Jim Adkins en el disco como una influencia principal. Del mismo modo, el bajista de Manchester Orchestra Jonathan Corley, en una entrevista con la revista Rip it Up, dijo que Clarity era uno de sus discos favoritos de todos los tiempos y uno que "cambió la forma en que veo la música". Antes de la gira del álbum por el décimo aniversario de la banda, Pete Cottell de The Phoenix New Times escribió: "Lo verdaderamente admirable del álbum es que se mueve en tantas direcciones diferentes sin perderse en su viaje. Hay una diatriba contra la conformidad descarada ("Your New Aesthetic"), un homenaje post-punk a Police ("Believe in What You Want") y una brillante power ballad ("For Me This Is Heaven"). Mientras ("Goodbye Sky Harbor") se derrama con armonías en capas, pasos de guitarra chillones. A diferencia de las otras 12 pistas en Clarity, es una tarea casi imposible en la primera escucha. Una vez que has llegado a la marca de 13 minutos, sin embargo, nunca golpearás el botón de saltar de nuevo". Cottell también dijo: "Escuché atentamente cada una de las 13 pistas, temiendo que me dejara caer por otro álbum de rock alternativo que tenía poco que ofrecer, además de un sencillo pegadizo intercalado entre capas de basura inútil. Diez años más tarde, es seguro decir que me he rendido. Clarity es perfecto". Leor Galil, de Bostonist, señaló que, "el álbum ha sido aclamado como un clásico de indie y de culto, y es uno de los pocos discos de acceso que cimentaron una estética auditiva conocida como emo, y es una pieza genuinamente hábil y conmovedora de música de principio a fin. No es de extrañar que una propuesta para la serie de libros de 33⅓ de Continuum sobre Clarity esté en camino para una potencial publicación futura". Al escribir en 2003, Andy Greenwald lo calificó como "uno de los discos de rock 'n' roll más famosos de la última década. Todos los grupos de emo contemporáneos verifican su nombre como su álbum favorito, como un hito alucinante, ese punk rock podría ser melódico, emotivo, amplio y ambicioso". William Goodman, de Spin, lo describió como un "clásico emo y pop-punk de referencia".
Tras su reedición en 2007, la revista Blender otorgó una calificación de 4.5 estrellas y señaló que lo era, "la magistral Clarity de 1999 que estableció una base para la emo del siglo XXI. Docenas de personas que se alimentan de lágrimas han intentado escribir mejor los himnos de mediados de los veinte que la 'Lucky Denver Mint' o el 'Just Watch The Fireworks', con el corazón roto y delicado, pero pocos lo han logrado". Mark Vanderhoff de AllMusic declaró que "Clarity mezcla balada introspectiva con punk rock de acorde de poder, elementos de pop de cámara y dosis sutiles de electrónica para crear un álbum extraordinariamente único". Tim Nelson, de la BBC, fue digno de elogio en su revisión de la remasterización de 2007. "La banda y Trombino merecen crédito por mezclar voces anhelantes y dinámicas de rock con una producción aventurera y una instrumentación única". Alternative Press incluyó el álbum en sus "10 Álbumes Clásicos de 1999". Scott Heisel escribió: "Como el Pinkerton de Weezer antes, el álbum ha servido como el lugar de nacimiento de la tercera ola de emo. La pista de cierre de dieciséis minutos 'Goodbye Sky Harbor', con su descomposición orgánica/acumulación electrónica a menudo se imita pero nunca duplicado. Es mucho mejor probar sus propios límites que confiar en los parámetros de otros, lo cual es la razón exacta por la que Clarity resuena con decenas de miles de personas, una década más tarde". Nate Chinen, que escribió para The New York Times, explicó que "Clarity fue un álbum fundamental para Jimmy Eat World, el primero en presentar a Jim Adkins en las voces principales en lugar de Linton y el último en reflejar los valores de corazón-en-manga del emocore más que el brillo duro del pop-punk. Las canciones transmiten una aguda autoconciencia junto con destellos de gracia e insolencia: el álbum es una queja adolescente perfecta". Kerrang! recibió el álbum con la máxima nota, que indica "clásico", y también etiquetó el álbum como "Compra esencial" de la banda en un artículo años más tarde: "gloriosa es quizás la mejor palabra para capturar la esencia de Clarity. Rebosante de melodías impecables respaldadas no solo por una magnífica música, sino por un montón de corazones, este es el álbum que hace que la etiqueta 'emo' sea redundante. Cada nota y sílaba resuena con el tipo de emoción sincera que nos gustaría pensar se derrama en todo lo que escuchamos".
Harry Guerin de RTÉ Entertainment le dio al álbum una calificación completa de cinco estrellas en su revisión. Describió el álbum como una "colección densa y hermosa que los lleva a las orquestas, los tambores y la programación, y encuentra espacio para los coros asesinos y baladas. La canción más corta es menos de tres minutos, la más larga de más de 16 y la más escuchas a todos ellos, más te preguntarás por qué esta obra maestra no fue masiva". Record Collector también fue muy favorable. Eleanor Goodman otorgó cuatro estrellas de cinco en su revisión y comentó, "aunque la portada multicolor de Clarity de 1999 se hizo familiar en las tiendas de música. Su combinación de melancolía, pop introspectivo y punk rock más rápido rompió la banda en los Estados Unidos". El crítico del equipo de Sputnikmusic, Andrew Hartwig, calificó el álbum con una calificación "Excelente" de 4.5 sobre 5. Elogió la musicalidad de la banda; "musicalmente, la banda es excelente. La batería es sofisticada y original, y el uso de dos guitarras es una gran adición a la banda. La gama mencionada de instrumentos agregados aumenta enormemente los arreglos de las canciones". Continuó resumiendo, "Clarity es un álbum lleno de canciones pop sensatas, valor de repetición y una amplia gama de instrumentos y sonidos. Verdaderamente uno de los mejores álbumes de los 90". Charles Merwin de Stylus Magazine le dio al álbum una calificación de "A" y lo llamó una "obra maestra menor - un producto de su tiempo y tan importante para la emo moderna como el Pinkerton de Weezer".

## Lista de canciones
Todas las canciones escritas y compuestas por Jim Adkins y Tom Linton. 
| N.º | Título                     | Duración |  |
| 1.  | «Table for Glasses»        | 4:22     |  |
| 2.  | «Lucky Denver Mint»        | 3:50     |  |
| 3.  | «Your New Aesthetic»       | 2:50     |  |
| 4.  | «Believe in What You Want» | 3:08     |  |
| 5.  | «A Sunday»                 | 4:33     |  |
| 6.  | «Crush»                    | 3:11     |  |
| 7.  | «12.23.95»                 | 3:45     |  |
| 8.  | «Ten»                      | 3:49     |  |
| 9.  | «Just Watch the Fireworks» | 7:03     |  |
| 10. | «For Me This Is Heaven»    | 4:04     |  |
| 11. | «Blister»                  | 3:30     |  |
| 12. | «Clarity»                  | 4:04     |  |
| 13. | «Goodbye Sky Harbor»       | 16:13    |  |

| Canciones extra |                    |          |  |
| N.º             | Título             | Duración |  |
| 14.             | «Christmas Card»   | 2:48     |  |
| 15.             | «Sweetness» (Demo) | 3:39     |  |

## Créditos
A continuación se muestra el equipo que trabajó en la grabación de Clarity:
| - Jim Adkins - cantante, guitarra rítmica, teclados, órgano Hammond, arreglos de cuerda, letras, director artístico - Tom Linton - guitarra líder , cantante, piano, letras - Rick Burch - bajo, coros - Zach Lind - batería, percusión, vibráfono, campanas, campanas tubulares, programación - Joel Derouin - violín - Suzie Katayama - chelo, arreglos de cuerda - Mark Trombino - minimoog, secuencias, percusión adicional, arreglos de cuerda, programación | - Mark Trombino - productor, ingeniería de sonido, mezclas - Brian Gardner - masterización - Nick Raskulinecz - ingeniero asistente - Ron Rivera - ingeniero asistente - Justin Smith - ingeniero asistente - Dean Fisher - ingeniero asistente |